# Collocalia dodgei
La salangana de Kinabalu (Collocalia dodgei) es una especie de ave apodiforme de la familia Apodidae endémica de Borneo. Algunos autores todavía lo consideran una subespecie de la salangana linchi.

## Descripción
El plumaje de sus partes superiores son de color negro con brillos verdes, lo que le distingue de la salangana linchi (Collocalia linchi) que los tiene azules. Sus partes inferiores son grises.

## Distribución
Se encuentra muy localizada en el extremo nororiental de la isla de Borneo, en las montañas cirundantes al monte Kinabalu, en gran parte incluidas en el parque nacional de Kinabalu de Malasia.